# Shoshone Mountains
Die Shoshone Mountains sind eine Bergkette im Bundesstaat Nevada in den Vereinigten Staaten. Das Gebirge verläuft in Nord-Süd-Richtung in den Counties Nye und Lander. Die Bergkette hat eine Länge von etwa 106 km und eine Breite von 9,7 km bei einer Fläche von etwa 1000 km².

## Geographie
Die Shoshone Mountains sind ein Horst in der Horst-und-Graben-Struktur der Basin and Range Province. Sie sind annähernd in Nord-Süd-Richtung orientiert.
Benannt nach den Shoshone-Indianern, fallen in dem Bereich etwa 38 oder weniger Zentimeter Niederschlag in einem durchschnittlichen Jahr. Annähernd die gesamte Fläche ist im Eigentum des US-Bundesregierung, wobei etwa 58 % der Bergkette vom Bureau of Land Management verwaltet werden und der Forest Service für fast 42 % der Fläche verantwortlich ist. Ein kleiner Teil des Gebietes wird vom Yomba-Indianerreservat und privatem Land eingenommen.
Die kleine Ortschaft Ione liegt im Westen des Gebirges und der Berlin-Ichthyosaur State Park liegt am westlichen Rand des Gebirges angrenzend an das Ione Valley unmittelbar südlich der Geisterstadt Berlin. Die Geisterstadt Golden liegt am südlichen Ende des Gebirges. Der U.S. Highway 50 durchquert das äußerste nördliche Ende der Gebirgskette rund 26 Kilometer westlich von Austin. Die Nevada Route 722 überquert das Gebirge am Railroad Pass, nachdem sie das Reese River Valley südwestlich der US 50 bei Austin durchquert hat. Die Nevada Route 844 durchquert die weiter westlich liegende Paradise Range und das Ione Valley zum Berlin-Ichthyosaur State Park am westlichen Rand der Shoshone Mountains.
Die umliegenden Becken oder Täler umfassen das Ione Valley und das Smith Creek Valley im Westen, das Reese River Valley im Osten und das Big Smokey Valley im Süden. Zu den umliegenden Bergketten gehören die Toiyabe Range im Osten, die New Pass Range im Norden, die Desatoya Mountains und Paradise Range im Westen und die Cedar Mountains im Mineral County im Südwesten.

## Gipfel
Benannte Gipfel im Bereich sind von Süden nach Norden:
- Mount Ardivey, 2867 m
- Buffalo Mountain, 2754 m
- South Shoshone Peak, 3067 m
- North Shoshone Peak, 3143 m
- Iron Mountain, 2371 m
- Emigrant Peak, 2392 m
- Mount Airy, 2320 m

## Flora und Fauna
Die Vegetation besteht hauptsächlich aus Wüsten-Beifuß-Strauchland und Wacholder- und Pinyon-Kiefern-Waldgebieten. Die Shoshone Mountains sind der Lebensraum von Maultierhirschen, Streifenhörnchen, Kojoten, Wapitis und vielen anderen Kleintieren wie Spitzmäusen und Hörnchen. Mindestens 21 Vogelarten sind im Laufe des Jahres in dem Gebiet zu finden, darunter Sperlinge, Spechte und Trupiale.